# Тракис, Валдас
Ва́лдас Тра́кис (лит. Valdas Trakys; 20 марта 1979, Кретинга, Литовская ССР, СССР) — литовский футболист, нападающий. Выступал в сборной Литвы.

## Карьера

### Клубная
Профессиональную карьеру начал в 1995 году в клубе «Алса» из Вильнюса, затем перешёл в другой клуб из столицы Литвы «Панерис», где провёл 18 матчей и забил 2 мяча. В 1997 году перешёл в «Каунас», в составе которого играл, с небольшим перерывом, до 1999 года, провёл более 49 матчей, забил более 26 мячей, стал, вместе с командой, чемпионом страны и дважды финалистом Кубка Литвы. В начале 1998 года перешёл в бельгийский клуб «Харельбеке», после того как в декабре 1997 при помощи Константина Сарсании был на просмотре в итальянской «Роме»); подписал с клубом контракт на 2,5 года, предполагавший, что выплата денег идёт через полгода, однако, по прошествии этого времени, клубы не договорились о цене, и Тракис был вынужден вернуться назад.
В 2000 году переехал в Россию. Владелец каунасского «Жальгириса» Шабтай Калманович договорился о переходе Тракиса в московское «Динамо», но после того, как в литовский клуб вернулся Владимир Романов, Тракис подписал двухлетний контракт с «Торпедо», с президентом которого Владимиром Алёшиным сотрудничал по бизнесу. За «Торпедо» провёл в том году 21 матч в лиге, в которых забил 2 мяча, 1 матч в Кубке УЕФА и сыграл 6 матчей, в которых забил 1 мяч, за выступавший в зоне «Запад» второго дивизиона фарм-клуб команды — «Торпедо-2». В том сезоне стал, вместе с командой, бронзовым призёром чемпионата России. Однако, затем потерял место в составе, в 2001 году сыграл только 13 матчей, в которых забил 2 мяча, за дубль «Торпедо», после чего, летом, на правах аренды перешёл в «Химки», в составе которых тоже не закрепился, сыграв всего лишь 1 матч. За время выступлений в России у Тракиса в автоавариях погибли брат и отец, он получил на тренировке в «Химках» травму передней связки колена и решил вернуться в Литву, где полгода не играл.
В 2002 году уехал в Исландию, где до 2003 года выступал за клуб «Хабнарфьордюр», проведя 6 матчей и забив 2 мяча. Летом 2002 подписал контракт с итальянской «Перуджей», но из-за изменившихся правил, касающихся игроков не из стран Евросоюза, контракт был разорван. Летом 2003 года уехал в Германию, где до конца года играл за клуб «Гройтер Фюрт», сыграл 7 матчей, забил 1 гол, после чего, в начале 2004 года, перешёл в клуб «Оснабрюк», в котором тоже играл не очень долго, провёл 12 матчей, после чего, летом, вернулся в Россию, в клуб «Кубань», в состав которой был заявлен 2 июня, а дебютировал 3 июля в домашнем матче против московского «Динамо». В составе «Кубани» тоже не закрепился, всего за неё сыграв 4 матча в премьер-лиге, 1 матч в Кубке России и 10 матчей за дублирующий состав, в которых забил 2 гола. В начале 2005 года вернулся на родину в Литву, где начал сезон в клубе «Каунас», за который играл в начале своей карьеры. Однако летом того же года вернулся в Россию, в клуб «Орёл», в состав которого был заявлен 29 июля. За «Орёл» играл до конца сезона, провёл 18 матчей, забил 1 мяч. Сезон 2006 года начал на родине, в клубе «Атлантас» Клайпеда, провёл 15 матчей, забил 3 мяча, после чего, летом того же года, переехал в Азербайджан, в клуб «Интер» Баку, где сыграл 12 матчей, в которых забил 3 гола.
Летом 2008 года снова вернулся в Литву, на этот раз в клуб «Экранас» Паневежис, в составе которого дебютировал 28 июня в ответном матче первого круга последнего в истории розыгрыша Кубка Интертото против эстонского клуба «Нарва-Транс». В том же году стал в составе «Экранаса», во второй раз в игровой карьере, чемпионом Литвы.
В январе 2010 года подписал шестимесячный контракт с греческим клубом «Пансерраикос». Затем провёл сезон в составе шотландского «Хиберниана», после чего отправился в клуб первого греческого дивизиона «Эпаноми». В июле 2012 года вернулся в Литву и подписал контракт с клубом «Круоя» Пакруойис.
После окончания карьеры игрока работал спортивным директором в «Атлантасе», с 2014 года — главный тренер клуба «Паланга».

### В сборной
Участник юношеского чемпионата Европы 1998, забил один гол — в ворота сборной Германии (1:7).
В 1998—2009 годах выступал в составе национальной сборной Литвы.

## Достижения
«Каунас»
- Чемпион Литвы: 1999
- Бронзовый призёр чемпионата Литвы: 1998/99
- Финалист Кубка Литвы (2): 1998, 1999

«Экранас»
- Чемпион Литвы: 2008

«Торпедо»
- Бронзовый призёр чемпионата России: 2000

## Личная жизнь
Женат, есть ребёнок.
Владеет пятью языками: литовским, русским, немецким, французским, английским, кроме того, играя за бакинский «Интер», изучал азербайджанский язык.